# Xystonellidae
Famille
Les Xystonellidae sont une famille de Ciliés de la classe des Oligotrichea et de l’ordre des Choreotrichida.

## Étymologie
Le nom de la famille vient du genre type Xystonella, dérivé du grec ancien ξυστον / xyston, « javelot ; javeline », et du suffixe latin -ella, petite, littéralement « petite javeline », en référence à la forme élancée de la lorica de cet organisme.

## Description
Brandt en 1906 décrit ainsi le genre type qu'il considère à l'époque comme un sous genre : 

« Sous-genre Xystonella, Lancettes. Étuis délicats, pâles et pour la plupart mous, de forme élancée en forme de gobelet, équipés d'une véritable lance ou d'une modification de celle-ci à l'extrémité aborale. La structure est principalement celle (du genre) Cyttarocylis, mais certaines espèces n'ont que de fines alvéoles primaires. Quelques-uns de ces organismes ― principalement à cause de la forte réfraction de la lumière de l'intérieur et de l'extérieur de la lamelle et à cause de l'absence des réticules secondaires — ont été provisoirement placés (dans le genre) Undella. »

## Liste des genres
Selon GBIF (20 octobre 2022) :
- Parafavella Kofoid & Campbell, 1929
- Parundella Jörgensen, 1924
- Xystonella Brandt, 1906
- Xystonellopsis Jörgensen, 1924

## Systématique
Le nom valide de ce taxon est Xystonellidae Kofoid & Campbell, 1929.

## Publication originale
- (de) Karl Brandt (de) Die Tintinnodeen der Plankton-Expedition. (Ergebnisse der Plankton-Expedition der Humboldt-Stiftung. Bd III. L. a.). (Lipsius & Tischer), Kiel & Leipzig, 1906: Unpaginated. [Zoological Record Volume 43]